# Городское поселение Новый Торъял
Городское поселение Новый Торъял — муниципальное образование в составе Новоторъяльского района Марий Эл Российской Федерации.
Административный центр поселения — пгт Новый Торъял.

## История
Статус и границы городского поселения установлены Законом Республики Марий Эл от 18 июня 2004 года № 15-З «О статусе, границах и составе муниципальных районов, городских округов в Республике Марий Эл». 

## Население
| 2010  | 2011  | 2012  | 2013  | 2014  | 2015  | 2016  |
| ----- | ----- | ----- | ----- | ----- | ----- | ----- |
| 6667  | ↘6652 | ↘6474 | ↘6327 | ↘6230 | ↘6086 | ↘6000 |
| 2017  | 2018  | 2019  | 2020  | 2021  | 2023  |       |
| ↘5979 | ↘5956 | ↘5870 | ↘5808 | ↘5642 | ↗5653 |       |

## Состав поселения
В состав городского поселения до июля 2022 года входили 2 населённых пункта:
| № | Населённый пункт | Тип населённого пункта      | Население |
| - | ---------------- | --------------------------- | --------- |
| 1 | Новый Торъял     | пгт, административный центр | ↗5629     |
| 2 | Петричата        | деревня                     | ↗24       |

Постановлением от 30 июня 2022 года деревня Петричата включена в черту пгт Новый Торъял.